# Il est cinq heures, Paris s'éveille

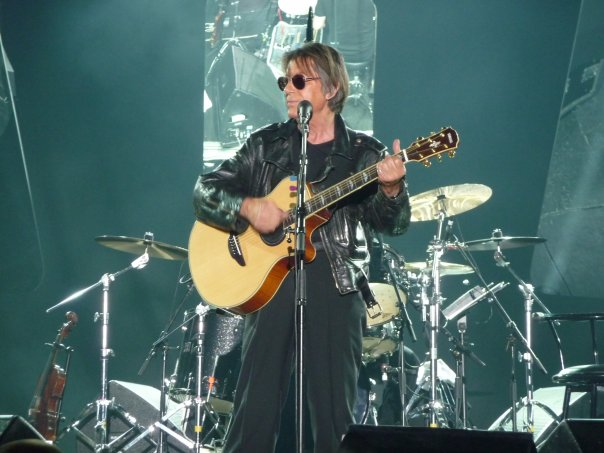
Jacques Dutronc, en 2010.

«Il est cinq heures, Paris s'éveille» (Son las cinco de la mañana, París despierta) es una canción de Jacques Dutronc grabada en 1968.
La letra, escrita por Jacques Lanzmann, está inspirada en una canción de 1802, Tableau de Paris à cinq heures du matin de Marc-Antoine-Madeleine Désaugiers.
Durante la grabación, que no acababa de resultar satisfactoria porque los arreglos parecían un poco monótonos, Roger Bourdin, un músico que trabajaba en el estudio de al lado, improvisó un solo de flauta traversera que sería incluido en la versión final de la canción.